# Autostrada A3 (Italia)
L'autostrada A3 collega Napoli a Salerno. È parte della strada europea E45 e congiunge l'A1 del Sole a nord con l'A2 del Mediterraneo a sud. Lunga 52 km, è gestita dalla Salerno Pompei Napoli S.p.A.

## Descrizione
La A3 snoda il suo percorso iniziando da Napoli, nei pressi del porto, lambendo i paesi di San Giorgio a Cremano, Portici, Ercolano, Torre del Greco, Torre Annunziata, Pompei, Scafati, Angri, Pagani, Nocera Inferiore, Nocera Superiore, Cava de' Tirreni e Vietri sul Mare (con vista sul Golfo di Salerno) terminando a Salerno innestandosi sulla A2 diramazione Napoli.
Dopo la scadenza della concessione di Autostrade Meridionali, dal 1º aprile 2022 è gestita dal consorzio Salerno Pompei Napoli del gruppo Sacyr.
La tratta tra Napoli e Scafati, dal 2015, è interamente a 3 corsie per carreggiata con corsia d'emergenza discontinua.

## Pedaggio
Il pedaggio della A3 Napoli - Salerno si considera un sistema derivato dal sistema aperto, ma facente parte del medesimo. Si adotta un unico tariffario, che non cambia a prescindere dalla distanza percorsa, fatta eccezione per chi usa i sistemi di telepedaggio, i quali pagano in base alla tratta percorsa.
Si paga a ogni svincolo/barriera, in entrata, sia in direzione nord che sud. Chi viaggerà verso nord pagherà alla barriera di Nocera Inferiore, mentre chi viaggerà verso sud pagherà alla barriera di Napoli Barra/Sud.
È fatta eccezione lo svincolo di Cava de' Tirreni, posto prima della prima barriera (Nocera Inferiore): chi viaggia in direzione nord pagherà in uscita, mentre chi viaggia in direzione sud paga in entrata come i restanti svincoli.

### Tariffario
A pedaggio fisso (utenti sprovvisti di sistemi di telepedaggio):
- Classe 1: 2,30 €
- Classe 2: 2,40 €
- Classe 3: 4,20 €
- Classe 4: 5,20 €
- Classe 5: 6,00 €.

A pedaggio in base ai chilometri percorsi (utenti provvisti di sistemi di telepedaggio), calcolati su classe A:
- fino a 5 km: 0,80 €
- da 5 a 10 km: 1,10 €
- da 10 a 15 km: 1,40 €
- da 15 a 20 km: 1,70 €
- da 20 a 25 km: 2,10 €
- da 25 a 30 km: 2,20 €
- oltre 30 km: 2,30 €.

## Storia
Il primo tratto completato è stato quello Napoli-Pompei, terminato il 22 giugno 1929. Il tratto Pompei-Salerno è stato completato il 16 luglio 1961.
Fino ai primi anni 2000 la barriera per chi proveniva da sud era situata all'altezza dello svincolo di Salerno centro situato a cavallo tra l'attuale diramazione Napoli della A2 e la A3. Oggi al suo posto è situato l'attuale Punto Blu di Salerno. 
Successivamente la barriera di pedaggio è stata spostata all'altezza dello svincolo di Nocera Inferiore, con conseguente demolizione del casello di Vietri sul Mare, che permetteva e permette tutt'oggi l'accesso solo in direzione Napoli, e il rifacimento del casello di Cava de' Tirreni con la predisposizione attuale, ovvero il pagamento del pedaggio solo per chi è diretto verso Salerno e per chi viene da Salerno.
Nel 2004 è stato finanziato l'ammodernamento dell'autostrada fino a Castellammare di Stabia, che è stato terminato nel 2015 rendendo la tratta interamente a 3 corsie, con asfalto drenante e segnaletica definitiva.
Dalla costruzione dell'arteria fino al 12 giugno 2017 la tratta era gestita da 2 gestori diversi ed era considerata come Napoli-Reggio Calabria: il tratto da Napoli a Salerno era gestita da Autostrade Meridionali (concessionaria del gruppo Autostrade per l'Italia), mentre il tratto da Salerno a Reggio Calabria era gestito da Anas.
Dal 13 giugno 2017, col nuovo decreto n. 153/2017 pubblicato in G.U., è rimasta la denominazione A3 unicamente al tratto Napoli-Salerno e la gestione unicamente ad Autostrade Meridionali, contestualmente, venne istituita la A2 del Mediterraneo, rimasta in capo ad Anas, per soppiantare la precedente denominazione nel tratto Salerno-Reggio Calabria.
Il 29 dicembre 2020 viene aperto il nuovo casello autostradale di Angri denominato "Diramazione SS268" che completa il collegamento tra l'A3 e i paesi dell'entroterra vesuviano tramite la Strada statale 268 del Vesuvio. In contemporanea viene chiuso solo in entrata lo storico casello di Angri sito in via dei Goti.
Il 1º aprile 2022 si ufficializza il passaggio da Autostrade Meridionali alla società spagnola Sacyr che gestisce l'autostrada attraverso la neocostituita Salerno Pompei Napoli S.p.A.

## Percorso

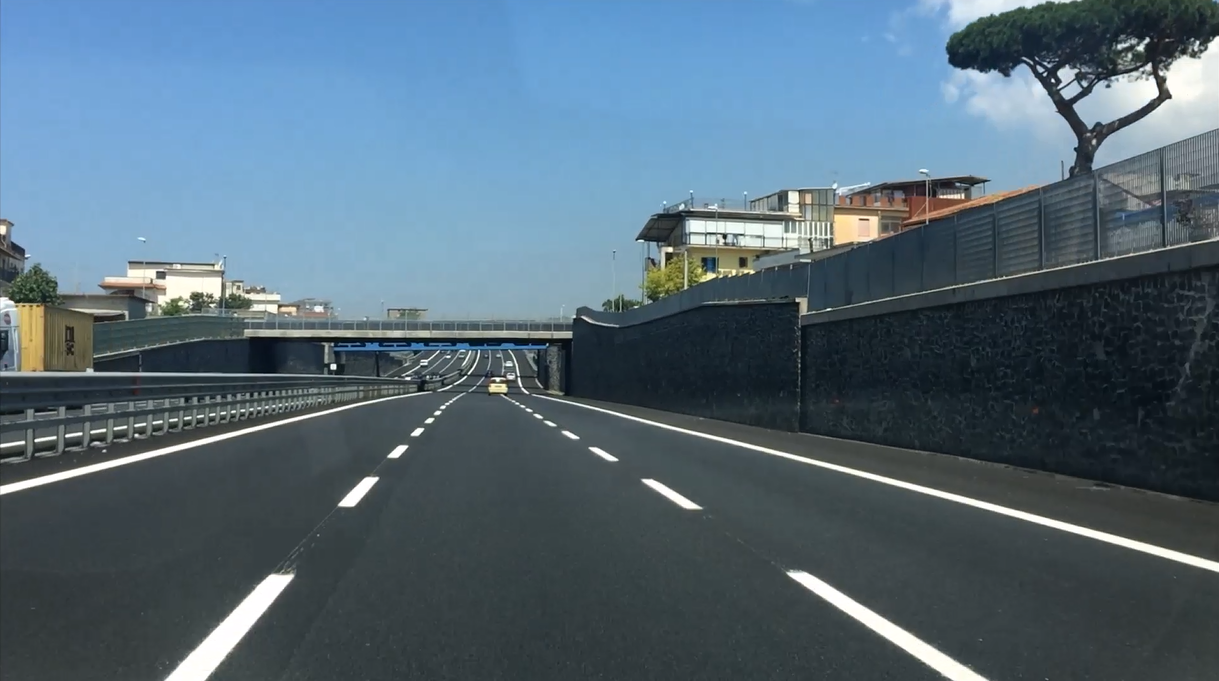
A3 all'altezza di Torre Annunziata (NA).

L'A3 si estende per 52 km nella città metropolitana di Napoli e nella provincia di Salerno. La gestione è affidata alla Salerno Pompei Napoli S.p.A che nel corso del 2022 è subentrata a Autostrade Meridionali (gruppo Autostrade per l'Italia) dopo diverse pratiche burocratiche dovute al fatto che la precedente concessione era scaduta già nel 2012.
L'autostrada ha inizio nel centro di Napoli, con tre rami: uno da Via Reggia di Portici (il più antico), uno che proviene direttamente dal Porto commerciale, uno di più recente costruzione da Via Ferraris dove è fissato il km № 0. I primi tre rami congiunti proseguono nei quartieri popolari di Barra e San Giovanni, fortemente industrializzati (svincolo di San Giovanni). Poco dopo riceve il traffico dell'autostrada A1 per poi confluire nella Barriera di Napoli sud (Barra) dove si paga un pedaggio fisso per qualsiasi destinazione.
Più avanti si incontra lo svincolo di "Ponticelli - San Giorgio a Cremano" e "San Giorgio a Cremano centro", per continuare verso sud toccando Portici, Ercolano, Torre del Greco e Torre Annunziata (con tre svincoli). Arrivati a Pompei troviamo l'uscita di "Pompei scavi" subito seguita da quella di Castellammare di Stabia di collegamento con la Strada statale 145 Sorrentina. L'Autostrada svolta poi verso est in direzione di Nocera Inferiore e Salerno. Arrivati all'uscita "Pompei centro - Scafati" la carreggiata autostradale si restringe da 3 a 2 corsie, e poco dopo incontra il nuovo svincolo "Diramazione SS268" (aperto a fine 2020) di collegamento con la Strada statale 268 del Vesuvio seguito dai due svincoli di "Angri Nord" e "Angri Sud"(aperto nel 2014) e poi verso Nocera Inferiore dove è presente un'altra barriera prima dello svincolo di "Cava de' Tirreni". Dopo un tratto panoramico dove è presente lo svincolo di "Vietri sul Mare" si entra in galleria, alla fine della quale ci si immette sulla diramazione Napoli dell'autostrada A2 in corrispondenza dell'uscita di "Salerno centro".

## I viadotti
Una cospicua presenza di viadotti si localizza soprattutto tra Pompei e Salerno. Il primo per rilevanza è il viadotto Castellammare che fu realizzato durante la costruzione del primo tratto Napoli-Pompei. La struttura è bassa e si sviluppa su circa 200 metri ed è attualmente affiancata da un nuovo viadotto sul quale è stata realizzata la carreggiata verso Salerno. Il vecchio viadotto ad archi (a quattro corsie; ovvero due di marcia per carreggiata) è stato utilizzato come carreggiata verso Napoli.
Oltrepassata l'uscita di Cava de' Tirreni si arriva nel tratto montano dell'autostrada che continua fino all'innesto in A2dir NA a Salerno: i viadotti sono costituiti da archi parabolici in calcestruzzo iperstatico tranne alcuni, come il Viadotto Vietri costituito da una struttura sorretta da esili pilastri a distanza ravvicinata divisi in spezzoni.

## Tabella percorso
| NAPOLI - SALERNO | |      |      |      |                |
| Tipo             | Indicazione                                                                                                 | ↓km↓ | ↑km↑ | Area | Strada europea |
|                  | Napoli (Via G. Ferraris) Stazione di Napoli Centrale                                                        | 0,0  | 51,7 | NA   |                |
|                  | Napoli (Via Nuova Marina) Porto di Napoli                                                                   | 2,0  | 49,7 | NA   |                |
|                  | Napoli San Giovanni Via Gianturco Napoli Barra                                                              | 2,8  | 48,9 | NA   |                |
|                  | del Sole | 3,1  | 47,9 | NA   |                |
|                  | San Giorgio a Cremano nord Napoli Barra - Via delle Repubbliche Marinare                                    | 4,5  | 47,2 | NA   |                |
|                  | Barriera Napoli Barra - sud                                                                                 | 4,8  | 46,9 | NA   |                |
|                  | San Giorgio a Cremano nord Napoli Barra - Via delle Repubbliche Marinare                                    | 5,1  | 46,3 | NA   |                |
|                  | Napoli Ponticelli - San Giorgio a Cremano                                                                   | 5,2  | 46,2 | NA   |                |
|                  | San Giorgio a Cremano                                                                                       | 6,1  | 45,6 | NA   |                |
|                  | Portici | 8,1  | 43,6 | NA   |                |
|                  | Portici - Ercolano                                                                                          | 8,5  | 42,7 | NA   |                |
|                  | Ercolano Scavi - Via Cupa Monti Scavi archeologici di Ercolano                                              | 9,6  | 41,7 | NA   |                |
|                  | Torre del Greco nord Parco nazionale del Vesuvio                                                            | 12,2 | 38,8 | NA   |                |
|                  | Torre Annunziata nord - Torre del Greco sud                                                                 | 17,1 | 34,2 | NA   |                |
|                  | Torre Annunziata Scavi Scavi archeologici di Oplonti                                                        | 19,5 | 31,8 | NA   |                |
|                  | Area di servizio "Torre Annunziata"                                                                         | 21,1 | 30,6 | NA   |                |
|                  | Torre Annunziata sud - Boscoreale                                                                           | 21,1 | 30,2 | NA   |                |
|                  | Pompei scavi Scavi archeologici di Pompei                                                                   | 21,8 | 29,5 | NA   |                |
|                  | Castellammare di Stabia Strada statale 145 Sorrentina Penisola Sorrentina Sorrento - Agerola - Vico Equense | 22,4 | 29,1 | NA   |                |
|                  | Pompei centro - Scafati Santuario della Beata Vergine del Rosario                                           | 25,0 | 26,1 | NA   |                |
|                  | Diramazione Strada statale 268 del Vesuvio Angri - Sant'Antonio Abate - Scafati                             | 28,2 | 23,3 | SA   |                |
|                  | Angri | 29,7 | 21,8 | SA   |                |
|                  | Angri sud Costiera amalfitana - Ravello                                                                     | 31,2 | 20,5 | SA   |                |
|                  | Nocera Inferiore Strada statale 18 Tirrena Inferiore Nuceria Alfaterna per chi proviene da nord             | 36,5 | 15,0 | SA   |                |
|                  | Barriera Nocera Inferiore                                                                                   | 36,8 | 14,9 | SA   |                |
|                  | Area di servizio "Alfaterna"                                                                                | 39,9 | 11,5 | SA   |                |
|                  | Cava de' Tirreni solo per e da Salerno                                                                      | 42,6 | 8,7  | SA   |                |
|                  | Vietri sul Mare Amalfi                                                                                      | 48,2 | 3,5  | SA   |                |
|                  | diramazione Napoli                                                                                          | 51,7 | 0,0  | SA   |                |